# Donni Dio Hasibuan
Donni Dio Hasibuan (sinh ngày 23 tháng 3 năm 1997) là một cầu thủ bóng đá người Indonesia thi đấu ở Liga 1 với PSMS Medan ở vị trí tiền vệ.

## Sự nghiệp

### Sự nghiệp ban đầu
Donni bắt đầu sự nghiệp bóng đá từ SSB Sinar Sakti, sau đó là SSB Cikal Garuda, PSMS Junior, và PPLP Sumut. He was elected to be the best player in the PSMS club campus.

## Đời sống cá nhân
Donni sinh ra ở Baganbatu, là con đầu của hai người con của gia đình Ari Hasibuan và Neng Hayati.